# Magnières
Magnières település Franciaországban, Meurthe-et-Moselle megyében. Lakosainak száma 284 fő (2022. január 1.). Magnières Saint-Pierremont, Xaffévillers, Mattexey, Moyen, Vallois, Clézentaine, Deinvillers és Domptail községekkel határos.

## Népesség
A település népességének változása:
| Lakosok száma | 400  | 405  | 333  | 336  | 307  | 295  | 286  | 280  | 279  | 284  |
|               | 1968 | 1982 | 1990 | 2006 | 2013 | 2015 | 2017 | 2019 | 2020 | 2022 |